# Web Map Service
Een Web Map Service (WMS) publiceert "kaarten" (dit betekent: een visuele voorstelling van de georuimtelijke data, niet de data zelf) op het wereldwijde web. WMS biedt een manier om gelijktijdig een visueel overzicht te krijgen van complexe en gedistribueerde geografische kaarten, over het internet.
Het Open Geospatial Consortium (OGC) definieert WMS.
Overzicht van de 3 verschillende mogelijke GET-requests die uit te voeren zijn op een WMS.
| Request         | Parameters                                                                 | Response |
| --------------- | -------------------------------------------------------------------------- | --- |
| GetCapabilities | REQUEST=GetCapabilities                                                    | XML-bestand met onder andere een lijst van de verschillende beschikbare lagen van deze service.                      |
| GetCapabilities | SERVICE=WMS                                                                | XML-bestand met onder andere een lijst van de verschillende beschikbare lagen van deze service.                      |
| GetCapabilities | VERSION=1.3.0                                                              | XML-bestand met onder andere een lijst van de verschillende beschikbare lagen van deze service.                      |
| GetMap          | REQUEST=GetMap                                                             | PNG, JPEG, ... afbeelding van de lagen (LAYERS) gelegen in het opgevraagde gebied (BBOX).                            |
| GetMap          | SERVICE=WMS                                                                | PNG, JPEG, ... afbeelding van de lagen (LAYERS) gelegen in het opgevraagde gebied (BBOX).                            |
| GetMap          | VERSION=1.3.0                                                              | PNG, JPEG, ... afbeelding van de lagen (LAYERS) gelegen in het opgevraagde gebied (BBOX).                            |
| GetMap          | LAYERS=[kommalijst van 1 of meerdere laagnamen]                            | PNG, JPEG, ... afbeelding van de lagen (LAYERS) gelegen in het opgevraagde gebied (BBOX).                            |
| GetMap          | STYLES=[kommalijst van de overeenkomstige laagstijlen]                     | PNG, JPEG, ... afbeelding van de lagen (LAYERS) gelegen in het opgevraagde gebied (BBOX).                            |
| GetMap          | CRS=[Coördinatensysteem]                                                   | PNG, JPEG, ... afbeelding van de lagen (LAYERS) gelegen in het opgevraagde gebied (BBOX).                            |
| GetMap          | BBOX=[minx,miny,maxx,maxy]                                                 | PNG, JPEG, ... afbeelding van de lagen (LAYERS) gelegen in het opgevraagde gebied (BBOX).                            |
| GetMap          | WIDTH=[breedte van de afbeelding]                                          | PNG, JPEG, ... afbeelding van de lagen (LAYERS) gelegen in het opgevraagde gebied (BBOX).                            |
| GetMap          | HEIGHT=[lengte van de afbeelding]                                          | PNG, JPEG, ... afbeelding van de lagen (LAYERS) gelegen in het opgevraagde gebied (BBOX).                            |
| GetMap          | FORMAT=[beeldformaat: bv. JPEG]                                            | PNG, JPEG, ... afbeelding van de lagen (LAYERS) gelegen in het opgevraagde gebied (BBOX).                            |
| GetMap          | TRANSPARANT={TRUE/FALSE}                                                   | PNG, JPEG, ... afbeelding van de lagen (LAYERS) gelegen in het opgevraagde gebied (BBOX).                            |
| GetMap          | BGCOLOR=[achtergrondkleur]                                                 | PNG, JPEG, ... afbeelding van de lagen (LAYERS) gelegen in het opgevraagde gebied (BBOX).                            |
| GetMap          | EXCEPTIONS=[formaat van foutmeldingen]                                     | PNG, JPEG, ... afbeelding van de lagen (LAYERS) gelegen in het opgevraagde gebied (BBOX).                            |
| GetMap          | TIME=[tijdswaarde]                                                         | PNG, JPEG, ... afbeelding van de lagen (LAYERS) gelegen in het opgevraagde gebied (BBOX).                            |
| GetMap          | ELEVATION=[verhoging van de gevraagde laag]                                | PNG, JPEG, ... afbeelding van de lagen (LAYERS) gelegen in het opgevraagde gebied (BBOX).                            |
| GetMap          | (Andere voorbeelddimensies)                                                | PNG, JPEG, ... afbeelding van de lagen (LAYERS) gelegen in het opgevraagde gebied (BBOX).                            |
| GetFeatureInfo  | REQUEST=GetFeatureInfo                                                     | HTML of XML (INFO_FORMAT) antwoord met de gegevens over het (de) desbetreffende feature(s) op de aangegeven locatie. |
| GetFeatureInfo  | SERVICE=WMS                                                                | HTML of XML (INFO_FORMAT) antwoord met de gegevens over het (de) desbetreffende feature(s) op de aangegeven locatie. |
| GetFeatureInfo  | VERSION=1.3.0                                                              | HTML of XML (INFO_FORMAT) antwoord met de gegevens over het (de) desbetreffende feature(s) op de aangegeven locatie. |
| GetFeatureInfo  | (gedeelte van de GetMap request)                                           | HTML of XML (INFO_FORMAT) antwoord met de gegevens over het (de) desbetreffende feature(s) op de aangegeven locatie. |
| GetFeatureInfo  | QUERY_LAYERS=[kommalijst van 1 of meerdere te ondervragen laagnamen]       | HTML of XML (INFO_FORMAT) antwoord met de gegevens over het (de) desbetreffende feature(s) op de aangegeven locatie. |
| GetFeatureInfo  | INFO_FORMAT=[tekstformaat van het antwoord]                                | HTML of XML (INFO_FORMAT) antwoord met de gegevens over het (de) desbetreffende feature(s) op de aangegeven locatie. |
| GetFeatureInfo  | FEATURE_COUNT=[aantal features waarover informatie moet teruggeven worden] | HTML of XML (INFO_FORMAT) antwoord met de gegevens over het (de) desbetreffende feature(s) op de aangegeven locatie. |
| GetFeatureInfo  | I=[i coördinaat in pixels van de afbeelding van de GetMap request]         | HTML of XML (INFO_FORMAT) antwoord met de gegevens over het (de) desbetreffende feature(s) op de aangegeven locatie. |
| GetFeatureInfo  | J=[j coördinaat in pixels van de afbeelding van de GetMap request]         | HTML of XML (INFO_FORMAT) antwoord met de gegevens over het (de) desbetreffende feature(s) op de aangegeven locatie. |
| GetFeatureInfo  | EXCEPTIONS=[formaat van foutmeldingen]                                     | HTML of XML (INFO_FORMAT) antwoord met de gegevens over het (de) desbetreffende feature(s) op de aangegeven locatie. |

## WMS Server systemen
Er zijn diverse WMS Server systemen beschikbaar, zowel open als closed source. Er zijn systemen beschikbaar voor Windows, Linux, BSD en macOS.
- Geo Server (Open Source, Java WMS-Server)
- MapGuide Server met MapGuide Web server Extensions (Open Source)
- ArcGIS Server (Closed source, Java of .net)
- SharpMap (Open Source, ASP.Net WMS-Server)